# داستان گناه
داستان گناه (لهستانی: Dzieje grzechu) یک فیلم ملودرام عاشقانه به کارگردانی والرین بروفچیک محصول سال ۱۹۷۵ است. از بازیگران آن می‌توان رومان ویلخلمی و زبیگنیف زاپاشیه‌ویچ را نام برد.
فیلم در جشنواره فیلم کن ۱۹۷۵ نمایش داده شد.
این فیلم، یک تمثیل سورئالیستی از یک دختر جوان معصوم است که به گردابی وحشتناک از جنایت، انحراف و قتل کشیده می‌شود.